# Andrés de Segurola
Andrés Perelló de Segurola (27. marts 1874-23. juni 1953) var en spansk bas. Han sang både opera og medvirkede i mange film, bl.a One Night of Love fra 1934. Han var mellem 1901 og 1920 ansat i Metropolitan Opera Company.